# 普吕讷
普吕讷（法語：Pruines，法語發音：[pʁɥin]）是法国阿韦龙省的一个市镇，属于罗德兹区。

## 地理
普吕讷（44°31'50"N, 2°30'12"E）面积18.88 平方千米，位于法国奧克西塔尼大區阿韦龙省，该省份为法国南部内陆省份，位于法國中央高原南部，北起顺时针与康塔爾省、洛泽尔省、加尔省、埃罗省、塔恩省、塔恩-加龙省和洛特省接壤。
与普吕讷接壤的市镇（或旧市镇、城区）包括：穆雷、诺维亚勒、鲁埃格地区孔克、圣费利德吕内、塞内尔格。

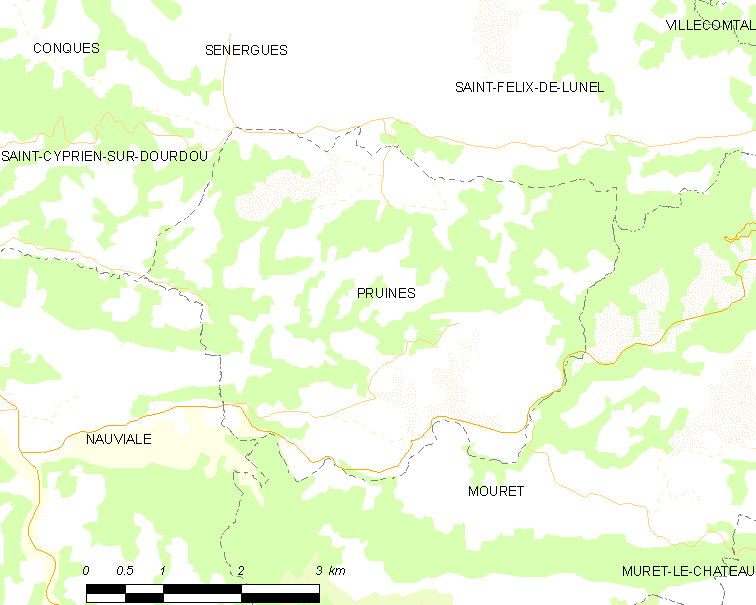
普吕讷的OSM定位图

普吕讷的时区为UTC+01:00、UTC+02:00（夏令时）。

## 行政
普吕讷的邮政编码为12320，INSEE市镇编码为12193。

## 政治
普吕讷所属的省级选区为山谷县。

## 人口

1962-2008年间普吕讷人口变化图示

普吕讷于2022年1月1日时的人口数量为287人。